# Радивиловський Антоній
Анто́ній Радивило́вський  (? — † 10 (20) грудня 1688, Київ) — український православний церковний діяч і письменник.

## Біографія
Закінчив Києво-Могилянську колеґію, був архідияконом Чернігівської катедри, від 1656 — проповідник, від 1671 — намісник Києво-Печерської лаври, від 1684 — ігумен Миколаївського монастиря у Києві.
Автор двох збірок проповідей: «Огородокъ Маріи Богородицы» (1676) — слова на важливіші свята та про окремих святих, між ними про Антонія і Теодосія Печерських та про князя Володимира; «Вінець Христов» (1688) — слова на неділі усього року, гравюри до книги виконав Іван Реклінський. В окремих проповідях зачіпав актуальні питання тогочасної дійсности, серед іншого тяжке становище селян і жінок, використовуючи сюжети, приклади й притчі з популярних тоді збірок «Римські діяння», «Велике Зерцало» й інших.